# Oh My Vlog
Oh My Vlog är en ungdomstidning som ges ut av Egmont Publishing AB i Sverige och riktar sig till barn och ungdomar i åldrarna 10-14 år. Tidningens huvudsakliga ämne är sociala medier och marknadsföring.
Tidningen lanserades i december 2015 med Manfred Erlandsson och Johannes Gustavsson som frontfigurer. Redaktör var Jennie Jägeblad.